# Pla del Milhomes
El pla del Milhomes és un pla del terme municipal de Granera, a la comarca del Moianès.
És a la zona central del terme, al nord del Barri de Baix i als peus, sud-est, de la muntanya del Pedró. Travessa el pla pel seu costat nord-oest el camí de Vila-rúbia.
Es tracta d'un dels plans agrícoles de més extensió, en un terme municipal tan accidentat com el de Granera. És un punt de referència obligat per a tota mena d'activitats relacionades amb els espais naturals: lloc de pas del GR 177, cacera, explotació de la terra i del bosc, etc.